# Orocutín de Serdán
Orocutín de Serdán är en ort i Mexiko.   Den ligger i kommunen Juárez och delstaten Michoacán de Ocampo, i den södra delen av landet, 140 km väster om huvudstaden Mexico City. Orocutín de Serdán ligger 1 245 meter över havet och antalet invånare är 231.
Terrängen runt Orocutín de Serdán är lite bergig. Runt Orocutín de Serdán är det ganska tätbefolkat, med 60 invånare per kvadratkilometer. Närmaste större samhälle är Tuzantla, 12,2 km sydväst om Orocutín de Serdán. I omgivningarna runt Orocutín de Serdán växer huvudsakligen savannskog.